# 雅望王
雅望王（まさもちおう、生没年不詳）は、平安時代前期の皇族。仁明天皇の孫。式部卿・本康親王の子。官位は従四位上・左馬頭。

## 系譜
従四位下に直叙されて、陽成朝にて侍従・弾正大弼を歴任する。元慶8年（884年）光孝天皇の即位に伴い、従四位上に叙せられる。仁和3年（887年）2月に美作権介を兼ね、同年5月には弾正大弼から神祇伯に転じた。

## 官歴
『日本三代実録』による。
- 時期不詳：従四位下
- 元慶5年（881年） 12月27日：見侍従
- 時期不詳：弾正大弼
- 元慶8年（884年） 2月23日：従四位上
- 仁和3年（887年） 2月2日：兼美作権介。5月13日：神祇伯、美作権守如故
- 時期不詳：左馬頭

## 系譜
『尊卑分脈』による。
- 父：本康親王
- 母：不詳
- 正室：藤原山蔭の娘
  - 三男：平随時（890-953）
- 生母不詳の子女
  - 男子：平希世（?-930）

希世・随時の兄弟は平朝臣を賜与され仁明平氏の祖となる。ただし、『尊卑分脈』では雅望王自身が平朝臣を与えられたとする。